# Карлсон, Фил
Фил Карлсон (англ. Phil Karlson, имя при рождении — Philip N. Karlstein; 2 июля 1908 года, Чикаго — 12 декабря 1985 года, Лос-Анджелес) — американский кинорежиссёр, сценарист и продюсер, более всего известный своими суровыми фильмами-нуар 1950-х годов.
Наибольший вклад в кинематограф Карлсон внёс «серией неприукрашенных криминальных мелодрам, отличавшихся реалистичностью деталей и сценами насилия. Наиболее выдающимися среди них были „Тайны Канзас-сити“ (1952), „Скандальная хроника“ (1952), „Ривер-стрит, 99“ (1953) и три фильма 1955 года — „Узкое место“, „Пятеро против казино“ и „История в Феникс-сити“ (в которой ведущий актёр носил реальную одежду жертвы убийства, вокруг истории которого построен фильм)».
«Благодаря таким экономичным, полным напряжения работам, как „Ривер-стрит, 99“, „Узкое место“ и великолепная „Фениксийская история“ Карлсон был признан ценителями как один из лучших режиссёров в жанре фильм-нуар». «Хотя Карлсон получил свою долю внимания со стороны критики и достиг почти что культового статуса, тем не менее, он так и остался режиссёром категории В на протяжении всей своей карьеры».

## Биография
Фил Карлсон родился 2 июля 1908 года в Чикаго в семье «популярной ирландской актрисы Лилиан О’Брайен (которая доказала свою многогранность, став ведущей фигурой американского театра на языке идиш)». Карлсон занимался живописью в Институте искусств в Чикаго, затем «по указанию отца отправился изучать юриспруденцию в католический Колледж Лойола Меримаунт в Лос-Анджелесе».
«Чтобы оплачивать свои счета, Карлсон стал выполнять различные случайные работы на студии „Юниверсал пикчерс“». Он получил работу реквизитора, затем довольно долго выполнял любую работу, которую ему поручали, прокладывал свой путь наверх по кинематографической лестнице как монтажёр и редактор, был ассистентом режиссёра на нескольких фильмах про Эбботта и Костелло и начал ставить короткометражные фильмы.

### 1940-е годы: первые шаги в режиссуре
Карлсон поднялся на уровень постановщика художественных фильмов категории В на студии «Коламбиа пикчерс», затем поставил несколько низкобюджетных триллеров на студии «Монограм».
Его первым фильмом была дешёвая комедия для «Монограм» под названием «Волна, женский корпус и моряк» (1944). После первых трёх фильмов «он сменил фамилию на Карлсон и погрузился в свою новую работу, снимая быстро и дёшево. В 1945 году он сделал три фильма. На следующий год он снял семь, большинство из которых были криминальными картинами». Наиболее успешными фильмами этого периода стали «Шанхайская кобра» (1945) и «Тёмное алиби» (1946) с детективом китайского происхождения Чарли Ченом, менее удачными стали фильмы с участием детектива Ламонта Крэнстона по прозвищу Тень — «Под маской» (1946) и «Пропавшая леди» (1946). «В остальное время в 1940-е годы он снимал всё, что угодно: криминальные фильмы, комедии, любовные мелодрамы и вестерны». В 1949 году Карлсон поставил первый фильм, в котором Мэрилин Монро снялась в главной роли — мюзикл «Леди из хора» (1949).
«Хотя он работал для низкобюджетных студий, таких как „Монограм“ и „Игл-Лайон“, его фильмы уже тогда были отмечены любовью к коротким, плотным сценам и неожиданным взрывам экшна».

### 1950-е годы: вершина творческой карьеры, фильмы нуар
В 1950-е годы Карлсон оставил свой след в кино серией безжалостных, реалистичных и жестоких фильмов, отличавшихся своими неприукрашенными натурными съёмками и почти фанатичным вниманием к деталям.
1952 год стал переломным в карьере Карлсона. Он поставил фильм «Тайны Канзас-сити», жёсткий фильм об ограблении с Джоном Пейном в роли бывшего заключённого, которого подставляют и обвиняют в ограблении инкассаторской машины, в результате чего он вынужден ехать в Мексику и самостоятельно ловить преступников… «Эта первая совместная работа Пейна и Карлсона, которые создали вместе ещё два фильма, но они были далеки от „Тайны Канзас-сити“ по степени абсолютной, пропитанной потом жестокости. Благодаря оператору, мастеру нуаровой съёмки Джорджу Дисканту („Узкая грань“) фильм обрёл жгучую атмосферу, однако главной притягательной силой картины стало созерцание жёсткой игры крепких парней. Фильм также дал возможность Карлсону начать разработку темы, которая будет неоднократно возникать в его работах: человек вынужден преодолевать последствия ошибок своего прошлого. Герои Карлсона всегда как будто пытаются найти физическое решение этическим по своей сути проблемам».
В том же году Карлсон выпустил «совсем другую картину „Скандальная хроника“. Поставленный по роману Сэмуэла Фуллера „Тёмная страница“, фильм рассказывает о нечистом на руку газетном редакторе, который пытается избежать наказания за убийство. Хотя самые принципиальные поклонники Фуллера отвергли фильм, „Скандальная хроника“ стала недооценённым шедевром нуара. Под чётко выверенном руководством Карлсона фильм блестяще разрабатывает фундаментальную нуаровую тему: морально дискредитированный герой отчаянно пытается избежать последствий своих действий. На экране в качестве газетчика-убийцы господствует громадный Бродерик Кроуфорд, создавая образ одновременно и свирепый, и странным образом симпатичный. Тем временем, опытный оператор Бёрнетт Гаффи делает, наверное, наилучшую работу в своей карьере. Фильм начинается чисто и ясно, как газетная проза, и становится постепенно всё более тёмным, доходя до наполненных полумраком финальных сцен».
«На следующий год вышел лучший фильм Карлсона „Ривер-стрит, 99“. Джон Пейн исполняет роль ставшего таксистом бывшего боксёра, который переносит самую длинную ночь в своей жизни после того, как жена бросает его ради грабителя драгоценностей. Фильм является идеальным примером нуарового субжанра „Тёмная ночь души“, когда герой ведёт борьбу с собственными демонами на протяжении одной ночи предательства. Во многих смыслах этот фильм является предельной, окончательной картиной Карлсона. В его основе лежит фрустрация человека насилия в ситуации, которая постоянно выходит из-под контроля. Естественно, поскольку это картина Карлсона, избавление приходит, и приходит оно с мощным хуком справа».
На протяжении 1950-х годов Карлсон продолжил создавать крутые нуаровые триллеры, среди них «Узкое место» (1955), «Адский остров» (1955), «Пятеро против казино» (1955) и «Братья Рико» (1957). Наверное, «лучшим фильмом этого периода стала „История в Феникс-сити“ (1955), крепкая история, основанная на реальных фактах коррупции в городе Феникс-сити, штат Алабама. Хотя историческая достоверность фильма вызывает вопросы (он обеляет своих героев), Карлсон ставит картину в своём характерном стиле уверенной рукой, оставаясь верным неприукрашенному изображению действительности. Фильм остаётся одним из самых сильных примеров субжанра „документальный нуар“, который хлынул из студий в середине 1950-х годов».
В «разочаровывающей» приключенческой нуаровой мелодраме «Адский остров» (1955) Джон Пейн в роли спившегося экс-прокурора отправляется в Вест-Индию на поиски исчезнувшего рубина, где сталкивается со своей сбежавшей бывшей женой.
«Малоизвестный, но приятный фильм об ограблении, „Пятеро против казино“ (1955) несет налёт фильма нуар, и, наверное, поэтому он не так известен. Если бы фильм двинулся в направлении более легковесной истории ограбления или в направлении реалистичной, психологической нуаровой истории, он, может быть, и не стал бы лучше, но его определённо было бы легче продать. С другой стороны, именно это иногда непростое смешение жанров придаёт фильму особый характер». Фильм обратил на себя внимание хорошей игрой тогда ещё не известной Ким Новак, но наиболее интересна работа здесь работа Брайана Кита.
Интересный гангстерский нуар «Братья Рико» (1957) «глубоко укоренён в пост-нуаровом стиле полицейских триллеров с чрезмерным акцентом на грубом насилии при скучном, практически однообразном визуальном стиле. Сильная игра Ричарда Конте теряется в этом фильме, который по сути является простым триллером, которому не достает истинной нуаровой атмосферы».
В 1959 году Карлсон поставил также две пилотные части телесериала «Неприкасаемые», которые в 1962 году были перемонтированы и выпущены как самостоятельный телефильм под названием «Мафия со шрамом на лице». В 1960 году этот фильм принёс Карлсону наиболее значимую награду в его карьере — премию Гильдии кинорежиссёров Америки.

### 1960-е годы: творческий спад, коммерческое кино
В 1960-е годы, «когда классическая эра нуара стала сходит на нет, Карлсон стал работать заметно мягче». Авторская сторона Карлсона отошла на второй план, уступив место коммерческому подходу при постановке таких шпионских комедий 1960-х годов с участием правительственного агента Матта Хелма, как «Тайные пришельцы» (1966) и «Команда разрушителей» (1968). В основу этих «непростительно манерных» и легковесных экранизаций были положены крутые романы Дональда Хамилтона.
Карлсон так и не смог закрепиться на уровне своих фильмов 1950-х годов и подняться над трясиной фильмов категории В, погрязнув в таких лентах, как военная драма «Из ада в вечность» (1960), медицинская драма «Молодые врачи» (1961) и музыкально-спортивная мелодрама «Кид Гэлэхед» (1962) с Элвисом Пресли.

### 1970-е годы: последний взлёт в карьере
К 1973 году стало складываться впечатление, что «карьера Карлсона выдохлась окончательно, однако в этот момент 65-летний режиссёр поставил „Широко шагая“, жестокий неонуар о грубом и неотёсанном шерифе из Теннесси (Джон Дон Бейкер), который несёт справедливость с помощью бейсбольной биты. Поначалу фильм не принёс успеха, но постепенно стал получать поддержку на сельском юге. В конце концов он стал кассовым феноменом в качестве своего рода деревенской разновидности „Грязного Гарри“. Критики ворчали, что это эксплуатационное кино про белых сельских жителей юга, провоцирующее реакционные взгляды. Хотя этот неожиданный блокбастер не принёс Карлсону никакого одобрения со стороны интеллигенции, он сделал его миллионером». Фильм стал самым большим коммерческим успехом лично для Карлсона, поскольку ему принадлежала значительная доля в фильме. Свой последний фильм, криминальную экшн-драму «Подставленный», также с участием Джона Дона Бейкера, Карлсон поставил в 1975 году.
Фил Карлсон умер 12 декабря 1985 года в Лос-Анджелесе от рака.

## Фильмография

### Режиссёр
- 1945 — Медовый месяц солдата / G.I. Honeymoon
- 1945 — Шанхайская кобра / The Shanghai Cobra
- 1946 — Бомба Бауэри / Bowery Bombshell
- 1946 — Тёмное алиби / Dark Alibi
- 1946 — Парад свинга 1946 года / Swing Parade of 1946
- 1946 — Под маской / Behind the Mask
- 1947 — Килрой был здесь / Kilroy Was Here
- 1947 — Чёрное золото / Black Gold
- 1948 — Леди из хора / Ladies of the Chorus
- 1949 — Большая кошка / The Big Cat
- 1951 — Техасские рейнджеры / The Texas Rangers
- 1951 — Маска мстителя / Mask of the Avenger
- 1951 — Лорна Дун / Lorna Doone
- 1952 — Тайны Канзас-сити / Kansas City Confidential
- 1952 — Скандальная хроника / Scandal Sheet
- 1952 — Разбойник / The Brigand
- 1952 — Задание: Париж / Assignment: Paris
- 1953 — Ривер-стрит, 99 / 99 River Street
- 1953 — Ревлон миррор театр / The Revlon Mirror Theater (телесериал, 2 серии)
- 1954 — Они двигались на Запад / They Rode West
- 1954 — Порт / Waterfront (телесериал, 11 серий)
- 1954 — Телевизионный театр Форда / The Ford Television Theatre (телесериал, 2 серии)
- 1955 — История в Феникс-сити / The Phenix City Story
- 1955 — Узкое место / Tight Spot
- 1955 — Пятеро против казино / 5 Against the House
- 1955 — Адский остров / Hell’s Island
- 1956 — 1957 — Студия 57 / Studio 57 (телесериал, 2 серии)
- 1956 — ТВ Ридерз дайджест / TV Reader’s Digest (телесериал, 1 серия)
- 1957 — Братья Рико / The Brothers Rico
- 1958 — Прогулка стрелка / Gunman’s Walk
- 1959 — Вестингауз – Театр Десилю / Westinghouse Desilu Playhouse (телесериал, 2 серии)
- 1959 — Театр Зейна Грея / Zane Grey Theater (телесериал, 1 серия)
- 1959 — Неприкасаемые / The Untouchables (телесериал, 1 серия)
- 1960 — Из ада в вечность / Hell to Eternity
- 1960 — Ключевой свидетель / Key Witness
- 1961 — Молодые врачи / The Young Doctors
- 1961 — Последняя граница / The Secret Ways
- 1962 — Кид Галахад / Kid Galahad
- 1963 — Ярость / Rampage
- 1966 — Тайные пришельцы / The Silencers
- 1967 — Время убивать / A Time for Killing
- 1968 — Александр Великий / Alexander the Great (телефильм)
- 1968 — Команда разрушителей / The Wrecking Crew
- 1970 — Гнездо шершней / Hornets' Nest
- 1972 — Бен / Ben
- 1973 — Широко шагая / Walking Tall
- 1975 — Подставленный / Framed

### Сценарист
- 1952 — Тайны Канзас-сити / Kansas City Confidential (в титрах не указан)
- 1953 — Ривер-стрит, 99 / 99 River Street (в титрах не указан)
- 1955 — Адский остров / Hell’s Island (в титрах не указан)

### Продюсер
- 1942 — Между нами, девочками / Between Us Girls (ассоциированный продюсер)